# ميدلتاون (كنتاكي)
ميدلتاون (بالإنجليزية: Middletown, Kentucky)‏ هي مدينة تقع في مقاطعة جيفيرسون بولاية كنتاكي في وسط جنوب شرق الولايات المتحدة. تأسست عام 1797، تبلغ مساحة هذه المدينة 13.21 (كم²)، وترتفع عن سطح البحر 221 م، بلغ عدد سكانها 7218 نسمة في عام 2010 حسب إحصاء مكتب تعداد الولايات المتحدة وتصل الكثافة السكانية فيها 546.3 نسمة/كم2.

## التركيبة السكانية
حدّد مكتب تعداد الولايات المتحدة بيانات التركيبة السكانية لميدلتاون في تعداد الولايات المتحدة. في ما يلي، التركيبة السكانية حسب تعدادي 2000 و2010.

### تعداد عام 2000
بلغ عدد سكان ميدلتاون 5,744 نسمة بحسب تعداد عام 2000، وبلغ عدد الأسر 2,391 أسرة وعدد العائلات 1,654 عائلة مقيمة في المدينة. في حين سجلت الكثافة السكانية 426.7 نسمة لكل كيلومتر مربع (1,105.1/ميل2). وبلغ عدد الوحدات السكنية 2,543 وحدة بمتوسط كثافة قدره 188.9 لكل كيلومتر مربع (489.2/ميل2).
وتوزع التركيب العرقي للمدينة بنسبة 90.39% من البيض و5.54% من الأمريكيين الأفارقة و0.30% من الأمريكيين الأصليين و1.44% من الأمريكيين ذوي الأصول الآسيوية و0.09% من سكان جزر المحيط الهادئ و0.66% من الأعراق الأخرى و1.58% من عرقين مختلطين أو أكثر و1.50% من الهسبانيون أو اللاتينيون من أي عرق.
بلغ عدد الأسر 2,391 أسرة كانت نسبة 34% منها لديها أطفال تحت سن الثامنة عشر تعيش معهم، وبلغت نسبة الأزواج القاطنين مع بعضهم البعض 55.7% من أصل المجموع الكلي للأسر، ونسبة 11.2% من الأسر كان لديها معيلات من الإناث دون وجود شريك،  بينما كانت نسبة 2.3% من الأسر لديها معيلون من الذكور دون وجود شريكة وكانت نسبة 30.8% من غير العائلات. تألفت نسبة 26.9% من أصل جميع الأسر من عدة أفراد يعيشون في نفس المنزل ونسبة 9.5% كانت تتألف من شخص يعيش بمفرده يبلغ من العمر 65 عاماً أو أكثر. وبلغ متوسط حجم الأسرة المعيشية 2.40، أما متوسط حجم العائلات فبلغ 2.92.
بلغ العمر الوسطي للسكان 38.4 عاماً. وكانت نسبة 24.8% من القاطنين تحت سن الثامنة عشر، وكانت نسبة 6.4% بين الثامنة عشر والرابعة والعشرين عاماً، ونسبة 31.1% كانت واقعةً في الفئة العمرية ما بين الخامسة والعشرين والرابعة والأربعين عاماً، ونسبة 25.6% كانت ما بين الخامسة والأربعين والرابعة والستين، ونسبة 12.1% كانت ضمن فئة الخامسة والستين عاماً فما فوق. يوجد لكل 100 أنثى 90.1 ذكر، ويوجد لكل 100 أنثى في الثامنة عشر من عمرها فما فوق 84.5 ذكر.
بلغ متوسط دخل الأسرة في المدينة 53,608 دولارًا، أما متوسط دخل العائلة فبلغ 61,667 دولارًا. وكان متوسط دخل الذكور 45,417 دولارًا مقابل 33,135 دولارًا للإناث. وسجل دخل الفرد الخاص بالمدينة 26,660 دولارًا. وكانت نسبة 2.3% من العائلات ونسبة 4.1% من السكان تحت خط الفقر، وكان من هؤلاء نسبة 3.7% تحت سن الثامنة عشر ونسبة 8% في الخامسة والستين من العمر وما فوق.

### تعداد عام 2010
بلغ عدد سكان ميدلتاون 7,218 نسمة بحسب تعداد عام 2010، وبلغ عدد الأسر 3,292 أسرة وعدد العائلات 1,966 عائلة مقيمة في المدينة. في حين سجلت الكثافة السكانية 536.3 نسمة لكل كيلومتر مربع (1,389.0/ميل2). وبلغ عدد الوحدات السكنية 3,547 وحدة بمتوسط كثافة قدره 263.5 لكل كيلومتر مربع (682.5/ميل2).
وتوزع التركيب العرقي للمدينة بنسبة 87.13% من البيض و7.12% من الأمريكيين الأفارقة و0.11% من الأمريكيين الأصليين و2.84% من الأمريكيين ذوي الأصول الآسيوية و0.07% من سكان جزر المحيط الهادئ و0.87% من الأعراق الأخرى و1.86% من عرقين مختلطين أو أكثر و3.23% من الهسبانيون أو اللاتينيون من أي عرق.
بلغ عدد الأسر 3,292 أسرة كانت نسبة 26.7% منها لديها أطفال تحت سن الثامنة عشر تعيش معهم، وبلغت نسبة الأزواج القاطنين مع بعضهم البعض 45.4% من أصل المجموع الكلي للأسر، ونسبة 11.5% من الأسر كان لديها معيلات من الإناث دون وجود شريك،  بينما كانت نسبة 2.9% من الأسر لديها معيلون من الذكور دون وجود شريكة وكانت نسبة 40.3% من غير العائلات. تألفت نسبة 35.4% من أصل جميع الأسر من عدة أفراد يعيشون في نفس المنزل ونسبة 16.6% كانت تتألف من شخص يعيش بمفرده يبلغ من العمر 65 عاماً أو أكثر. وبلغ متوسط حجم الأسرة المعيشية 2.19، أما متوسط حجم العائلات فبلغ 2.86.
بلغ العمر الوسطي للسكان 43.8 عاماً. وكانت نسبة 21.4% من القاطنين تحت سن الثامنة عشر، وكانت نسبة 5.7% بين الثامنة عشر والرابعة والعشرين عاماً، ونسبة 24.3% كانت واقعةً في الفئة العمرية ما بين الخامسة والعشرين والرابعة والأربعين عاماً، ونسبة 30.2% كانت ما بين الخامسة والأربعين والرابعة والستين، ونسبة 18.4% كانت ضمن فئة الخامسة والستين عاماً فما فوق. وتوزع التركيب الجنسي للسكان بنسبة 46.1% ذكور و53.9% إناث.

## وصلات خارجية
- www.cityofmiddletownky.org
- The US50 - Cities and Towns in Kentucky State